# Марк Мазауър
Марк Мазауър (на английски: Mark Mazower, /məˈzaʊ.ər/) е английски историк, работил дълго време и в Съединените щати.

## Биография
Роден е на 20 февруари 1958 година Лондон в еврейско семейство, потомци на бежанци от Руската империя. През 1981 година завършва история в Оксфордския университет, през 1983 година защитава магистратура в Университета „Джонс Хопкинс“, а през 1988 година – докторат в Оксфордския университет. След това преподава в Принстънския (1989 – 1991) и Съсекския университет (1991 – 1999), в Лондонския университет – Бъркбек (2000 – 2004) и в Колумбийския университет (от 2004). Работи главно в областта на най-новата история на Европа и по-специално на Гърция.